# Ваура
Ваура (aura, uaura, wauja, waurá) — язык этнической общности амазонских индейцев ваура, один из языков аравакской семьи. Область распространения — территория национального парка Шингу, расположенного в штате Мату-Гросу в Бразилии. Язык ваура отчасти взаимопонятен с языком мехинаку. Письменность основана на латинице. Доля умеющих писать и читать на родном языке составляет 1 %—5 % всех представителей ваура. Доля освоивших письменный португальский язык — 5 %—15 %.